# Kittjarjauratj
Kittjarjauratj är en sjö i Jokkmokks kommun i Lappland och ingår i Luleälvens huvudavrinningsområde. Sjön har en area på 0,122 kvadratkilometer och ligger 343,1 meter över havet.

## Delavrinningsområde
Kittjarjauratj ingår i det delavrinningsområde (741760-165281) som SMHI kallar för Inloppet i Padjeluoppal. Medelhöjden är 346 meter över havet och ytan är 33,28 kvadratkilometer. Räknas de 16 avrinningsområdena uppströms in blir den ackumulerade arean 615,11 kvadratkilometer. Nautasätno (Nautasjåkkå) som avvattnar avrinningsområdet har biflödesordning 3, vilket innebär att vattnet flödar genom totalt 3 vattendrag innan det når havet efter 225 kilometer. Avrinningsområdet består mestadels av skog (91 procent). Avrinningsområdet har 0,29 kvadratkilometer vattenytor vilket ger det en sjöprocent på 0,9 procent.